# Pradosia glaziovii
Espèce
Classification phylogénétique
Statut de conservation UICN

 EX  : Éteint
Pradosia glaziovii est une espèce de plantes à fleurs de la famille des Sapotaceae originaire du Brésil maintenant éteinte.

## Description
C'est un arbre.

## Répartition
Endémique à l'État de Rio de Janeiro.

## Statut
Cette espèce d'arbre est considérée comme disparue selon l'IUCN, car les forêts dans lesquelles elle était présente ont été détruites. 